# Himatanthus tarapotensis
Himatanthus tarapotensis là một loài thực vật có hoa trong họ La bố ma. Loài này được (K.Schum. ex Markgr.) Plumel mô tả khoa học đầu tiên năm 1990.